# Moustapha Bayal Sall
Pour les articles homonymes, voir Sall.
Moustapha Bayal Sall, né le 30 novembre 1985 à Dakar au Sénégal, est un footballeur international sénégalais, qui évolue au poste de défenseur central.

## Biographie

### En club

#### Jeunesse au Sénégal et débuts à l'AS Saint-Étienne
Né à Dakar au Sénégal, Moustapha passe sa jeunesse sur l'île de Gorée et commence le football dès le plus jeune âge au club sénégalais de l'US Gorée. 
Il est par la suite convoité par quelques clubs européens, mais le sélectionneur du Sénégal de l'époque, Henryk Kasperczak (ex-entraîneur du club stéphanois) l'encourage à signer à l'AS Saint-Étienne dont il rejoint l'effectif en août 2006. 
Après une première saison difficile, il entame la saison 2007-08 en devenant un titulaire en défense centrale.

#### En délicatesse avec le club
Lors de la saison 2011-12, il est déclaré "indésirable" par les dirigeants de l'ASSE qui cherchent à le vendre lors du mercato d'été. N'ayant pas trouvé de point de chute, il doit s'entraîner à part du groupe professionnel avec notamment Sylvain Monsoreau et Boubacar Sanogo. Les trois joueurs déplorent publiquement l'attitude du club et ce dernier répond aux attaques des joueurs toujours sur le départ, mais dont les gros salaires posent problèmes aux acquéreurs potentiels,.
En janvier 2012, Mustapha Bayal Sall quitte St-Etienne pour l'AS Nancy-Lorraine pour un prêt d'une durée de six mois, où il jouera très peu (seulement 2 matchs).

#### D'indésirable à cadre du vestiaire
Au début de la saison 2012-13, Bayal Sall réintègre l'effectif professionnel de l'AS Saint-Étienne, après avoir accepté une baisse importante de salaire et prolongé son contrat jusqu'en juin 2015. Lors de sa première titularisation à l'occasion de la rencontre de Championnat contre le Paris Saint-Germain le 3 novembre, il réalise au Parc des Princes une prestation de haut niveau au marquage de Zlatan Ibrahimović, le PSG enregistrant ce jour-là sa première défaite de la saison (victoire 2-1 de l'AS Saint-Étienne). Il redeviendra dès lors régulièrement titulaire en défense centrale jusqu'à la fin de la saison, malgré la forte concurrence du jeune espoir français Kurt Zouma qui lui sera préféré pour la finale de Coupe de la Ligue.
Il réalise une saison 2013-14 pleine, s'imposant définitivement à la faveur d'une longue suspension de Kurt Zouma qui rejoindra Chelsea en fin de saison. 
À l'aube de la saison 2014-15, il s'affiche donc comme un titulaire indiscutable au côté de Loïc Perrin. Complices dans la vie et complémentaires sur le terrain, les deux hommes forment l'une des paires de défenseurs centraux les plus efficaces de Ligue 1. Entamant sa neuvième saison sous le maillot Vert, sa mise à l'écart définitivement oubliée, il s'affirme comme un cadre du vestiaire stéphanois. Le 6 novembre 2014, il inscrit en Ligue Europa, le but de l'égalisation contre l'Inter Milan, au stade Geoffroy-Guichard, permettant à son équipe d'obtenir le point du match nul.
Le 30 novembre 2014 toujours au stade Geoffroy-Guichard et le jour de ses 28 ans, il inscrit en Ligue 1 le premier but de son équipe dans le derby contre l'Olympique lyonnais. Avec ce but, il ouvre ainsi la voie vers une large victoire 3-0 de son équipe. Un succès attendu depuis 1994 par tous les supporters des verts de l'AS Saint-Étienne.
Le 15 août 2015, lors d'une rencontre de championnat face à Bordeaux, et en l'absence de Loïc Perrin (blessé), il est promu capitaine de l'AS Saint-Étienne pour la première fois de sa carrière. Les deux équipes se séparent sur un match nul ce jour-là (1-1 score final).

#### Al-Arabi SC
Le 25 juillet 2016, il rejoint le club qatarien d'Al-Arabi SC. Il joue son premier match pour le club le 22 septembre 2016 contre El Jaish SC, en championnat. Il est titularisé lors de cette rencontre perdue par son équipe sur le score de quatre buts à trois.

#### Royal Antwerp  FC
Le 13 juillet 2017, il rejoint le club belge du Royal Antwerp FC, club promu en première division belge.
Bayal Sall joue son premier match le 15 octobre 2017, à l'occasion d'une rencontre de championnat contre le SV Zulte Waregem. Il est titularisé ce jour-là et son équipe s'impose par trois buts à zéro. 

### Lyon Duchère
Libre après son départ du Royal Antwerp FC, Moustapha Bayal Sall rejoint Lyon Duchère AS le 9 juillet 2019. Le club évolue alors en National, la troisième division française.

### En sélection
Moustapha Bayal Sall honore sa première sélection avec l'équipe nationale du Sénégal le 1er mars 2006, à l'occasion du match contre la Norvège avec une victoire deux buts à un à la clé pour les Sénégalais. 
Henryk Kasperczak, sélectionneur du Sénégal fait de Bayal (le joueur a en effet changé de patronyme le 11 décembre 2008) un des leaders du Sénégal après avoir longtemps été le capitaine des espoirs. Une particularité du joueur est qu'en club, il joue défenseur central alors qu'avec sa sélection, il est milieu défensif.
Avec le Sénégal, Bayal Sall participe à la coupe d'Afrique des nations en 2008. Il est titulaire durant ce tournoi, joue l'intégralité des trois matchs de son équipe et inscrit un but, son premier en sélection, face à la Tunisie le 23 janvier, qui permet à son équipe d'égaliser (2-2 score final). Le parcours du Sénégal est décevant, éliminé dès la phase de groupe en terminant troisième, derrière la Tunisie et l'Angola.
Les Sénégalais échouent à se qualifier pour l'édition 2010 de la coupe d'Afrique des nations, le défenseur est par ailleurs peu utilisé dans cette campagne de qualification. Bayal Sall est tout de même retenu pour la CAN de 2012 mais le nouveau sélectionneur Amara Traoré lui préfère Souleymane Diawara et Kader Mangane en défense centrale, Bayal Sall ne jouant pas une seule minute durant ce tournoi, restant sur le banc. Le bilan du Sénégal est catastrophique lors de cette compétition, avec trois défaites en trois matchs face à des équipes supposées à leur portée (Zambie, Guinée équatoriale et Libye) et termine à la dernière place de leur groupe. Traoré est limogé à la suite de cet échec.
En janvier 2013 Alain Giresse est nommé à la tête de l'équipe nationale et si Bayal Sall participe aux deux premiers matchs du nouveau sélectionneur, un conflit entre les deux hommes vient mettre un terme à l'aventure du défenseur avec les Lions de la Teranga, qui ne sera plus jamais appelé. Il joue son dernier match pour le Sénégal le 23 mars 2013 en étant titularisé lors d'un match nul face à l'Angola (1-1 score final).

## Polémiques
Sall a également connu quelques problèmes avec la FIFA et a été suspendu pendant quatre mois de compétition, à compter du 1er juillet 2008.
En effet, avant son arrivée à l'AS Saint-Étienne, en août 2006, il avait déjà signé un contrat avec le club norvégien de l'IK Start. Le joueur a reconnu en décembre 2007, avoir signé quelques documents en anglais, sans jamais savoir ce qu'ils signifiaient réellement. L'ASSE (qui n'a joué aucun rôle dans cette affaire) a demandé à la FIFA de régler ce litige du fait de la plainte déposée par le club norvégien. La FIFA a décidé de punir le joueur en le suspendant de compétition jusqu'au 9 décembre 2008.

## Statistiques
| Saison                | Club                  | Championnat           | Championnat | Championnat | Coupe nationale | Coupe nationale | Coupe de la Ligue | Coupe de la Ligue | Compétition(s) continentale(s) | Compétition(s) continentale(s) | Compétition(s) continentale(s) | Sénégal | Sénégal | Total | Total |
| Saison                | Club                  | Division              | M.          | B.          | M.              | B.              | M.                | B.                | Comp.                          | M.                             | B.                             | M.      | B.      | M.    | B.    |
| 2006-2007             | AS Saint-Étienne      | Ligue 1               | 4           | 0           | -               | -               | 2                 | 0                 | -                              | -                              | -                              | 3       | 0       | 9     | 0     |
| 2007-2008             | AS Saint-Étienne      | Ligue 1               | 31          | 0           | -               | -               | 1                 | 0                 | -                              | -                              | -                              | 12      | 1       | 44    | 1     |
| 2008-2009             | AS Saint-Étienne      | Ligue 1               | 19          | 2           | 2               | 0               | -                 | -                 | C3                             | 5                              | 0                              | 2       | 0       | 28    | 2     |
| 2009-2010             | AS Saint-Étienne      | Ligue 1               | 9           | 0           | -               | -               | 1                 | 0                 | -                              | -                              | -                              | 1       | 0       | 11    | 0     |
| 2010-2011             | AS Saint-Étienne      | Ligue 1               | 19          | 0           | -               | -               | 2                 | 0                 | -                              | -                              | -                              | 3       | 0       | 24    | 0     |
| 2011-2012             | AS Saint-Étienne      | Ligue 1               | -           | -           | -               | -               | -                 | -                 | -                              | -                              | -                              | 3       | 0       | 3     | 0     |
| Sous-total            | Sous-total            | Sous-total            | 82          | 2           | 2               | 0               | 6                 | 0                 | -                              | 5                              | 0                              | 24      | 1       | 119   | 3     |
| 2011-2012             | AS Nancy-Lorraine     | Ligue 1               | 2           | 0           | -               | -               | -                 | -                 | -                              | -                              | -                              | 2       | 0       | 4     | 0     |
| Sous-total            | Sous-total            | Sous-total            | 2           | 0           | -               | -               | -                 | -                 | -                              | -                              | -                              | 2       | 0       | 4     | 0     |
| 2012-2013             | AS Saint-Étienne      | Ligue 1               | 23          | 0           | 4               | 0               | 3                 | 0                 | -                              | -                              | -                              | 1       | 0       | 31    | 0     |
| 2013-2014             | AS Saint-Étienne      | Ligue 1               | 32          | 1           | 1               | 0               | 1                 | 0                 | C3                             | 3                              | 0                              | -       | -       | 37    | 1     |
| 2014-2015             | AS Saint-Étienne      | Ligue 1               | 23          | 1           | 2               | 0               | 1                 | 0                 | C3                             | 7                              | 1                              | -       | -       | 33    | 2     |
| 2015-2016             | AS Saint-Étienne      | Ligue 1               | 28          | 3           | 1               | 0               | 0                 | 0                 | C3                             | 9                              | 3                              | -       | -       | 38    | 6     |
| Sous-total            | Sous-total            | Sous-total            | 106         | 5           | 8               | 0               | 5                 | 0                 | -                              | 19                             | 4                              | 1       | 0       | 139   | 9     |
| 2016-2017             | Al-Arabi SC           | Qatar Stars League    | 13          | 0           | 0               | 0               | 0                 | 0                 | -                              | 0                              | 0                              | -       | -       | 13    | 0     |
| Sous-total            | Sous-total            | Sous-total            | 13          | 0           | 0               | 0               | 0                 | 0                 | -                              | 0                              | 0                              | -       | -       | 13    | 0     |
| 2017-2018             | Royal Antwerp FC      | Jupiler Pro League    | 11          | 0           | 0               | 0               | 0                 | 0                 | -                              | 0                              | 0                              | -       | -       | 11    | 0     |
| Sous-total            | Sous-total            | Sous-total            | 11          | 0           | 0               | 0               | 0                 | 0                 | -                              | 0                              | 0                              | -       | -       | 11    | 0     |
| 2019-2020             | Lyon Duchère AS       | National              | 18          | 4           | 0               | 0               | 0                 | 0                 | -                              | 0                              | 0                              | -       | -       | 18    | 4     |
| Sous-total            | Sous-total            | Sous-total            | 18          | 4           | 0               | 0               | 0                 | 0                 | -                              | 0                              | 0                              | -       | -       | 18    | 4     |
| Total sur la carrière | Total sur la carrière | Total sur la carrière | 232         | 11          | 10              | 0               | 11                | 0                 | -                              | 24                             | 4                              | 27      | 1       | 304   | 16    |

## Palmarès

### En club
Il remporte la Coupe de la Ligue en 2013 avec l'AS Saint-Étienne.

### Distinctions personnelles
Il reçoit le trophée du joueur stéphanois du mois d'octobre 2007.